# Dầu Tiếng
Dầu Tiếng – dystrykt w południowym Wietnamie w prowincji Bình Dương. Powierzchnia dystryktu wynosi 720 km², a liczba ludności w 2004 roku wynosiła 92 592 mieszkańców. Ośrodkiem administracyjnym dystryktu jest Dầu Tiếng.